# Nadir románca
Nadir románca (Je crois entendre encore) ária (románc) Georges Bizet Gyöngyhalászok című operájának I. felvonásából.
Az ária a popkultúrában is többször felbukkan. Magyarországon a Záray Márta–Vámosi János házaspár A gyöngyhalász c. dalában.

## Kotta és dallam
A hangját egyre hallom a  pálmafák alatt,

s e hang varázsa, bája még most is üdvöt ád.

Ó szent magányú éjjel, ó bájos ajkú lány,

fölséges szép magány, telve szerelemmel, kéjjel.

Fátyolát könnyű szellő lebbenti játszva fel,

s a világ legszebb arca most énrám tündököl.

Ó szent magányú éjjel, ó bájos ajkú lány,

fölséges szép magány, telve szerelemmel, kéjjel.

Csodás, szép magány.  Csodás, szép magány.

## Felvételek
- Georges Bizet:  Nadír románca. Udvardy Tibor  YouTube (2011. augusztus 18.)  (Hozzáférés: 2017. szeptember 18.) (audió)
- Georges Bizet:  Nadirin romanssi. Wäinö Sola(fi)  YouTube (1964)  (Hozzáférés: 2017. szeptember 18.) (audió, képsorozat)
- Georges Bizet:  Gyöngyhalászok. YouTube (2014. március 24.)  (Hozzáférés: 2017. szeptember 18.) (audió, víz alatti képek)
- Georges Bizet:  Nadir's Romance. Nicolai Gedda, Russian Folk Orchestra  YouTube (1980)  (Hozzáférés: 2017. szeptember 18.) (audió)